# Cleisostoma racemiferum
Cleisostoma racemiferum là một loài thực vật có hoa trong họ Lan. Loài này được (Lindl.) Garay mô tả khoa học đầu tiên năm 1972.